# Самарджич, Лазар
Лаза́р Вуяди́н Сама́рджич (серб. Лазар Вујадин Самарџић; нем. Lazar Samardzic; родился 24 февраля 2002, Берлин) — сербский и немецкий футболист, полузащитник итальянского клуба «Удинезе» и сборной Сербии. В сезоне 2024/25 выступает за «Аталанту» на правах аренды.

## Клубная карьера

### «Герта»
Воспитанник футбольной академии берлинской «Герты». В основном составе «Герты» дебютировал 22 мая 2020 года в берлинском дерби против «Униона» в рамках немецкой Бундеслиги, выйдя на замену Перу Шельбреду на 81-й минуте; матч завершился победой «Герты» со счётом 4:0.

### «РБ Лейпциг»
8 сентября 2020 года перешёл в «РБ Лейпциг», подписав с клубом пятилетний контракт.

### «Удинезе»
5 августа 2021 года перешёл в итальянский клуб «Удинезе», подписав пятилетний контракт. Летом 2023 года он был близок к подписанию контракта с «Интером» . После прибытия в Милан и прохождения медицинских обследований сделка сорвалась из-за разногласий по поводу размеров зарплаты и комиссионных агентам.

### «Аталанта»
18 августа 2024 года присоединился к «Аталанте» на правах аренды с обязательным правом выкупа. 

## Карьера в сборной
Выступал за сборные Германии до 16, до 17, до 19, до 20 лет и до 21 года. В мае 2019 года в составе сборной Германии до 17 лет сыграл на чемпионате Европы, на котором забил один гол в матче против Австрии.
24 марта 2023 года дебютировал за сборную Сербии в матче отборочного турнира к Евро-2024 против сборной Литвы.

## Личная жизнь
Родился в Берлине в семье сербов из Баня-Луки.